# Amadeu Corbera Jaume
Amadeu Corbera Jaume (Bunyola, Mallorca, 1985) és un etnomusicòleg, professor de música i activista ambiental balear.
Format en Etnomusicologia a l'Escola Superior de Música de Catalunya (ESMUC), i amb un màster de Musicologia i Educació musical a la Universitat Autònoma de Barcelona (UAB), exerceix de professor i cap del departament de Musicologia i Pedagogia del Conservatori Superior de Música de les Illes Balears (CSMIB). També és doctor en història per la Universitat de les Illes Balears (UIB) amb un estudi sobre el músic mallorquí Baltasar Samper i Marquès (2023). Per aquest motiu ha estat un dels responsables actius en el retorn del llegat del músic des de Mèxic a Mallorca, i ha participat com a assessor històric en el documental Baltasar Samper. El ritme amnèsic (2018) i en l'edició recent del disc Baltasar Samper. Danses Mallorquines (2019).
La seva recerca s'ha dirigit principalment sobre alguns aspectes musicals i culturals de Menorca i Mallorca, com és el cas del 'Cant de la Sentència d'es Migjorn Gran', les festes de Sant Joan de Ciutadella i, conjuntament amb Eulàlia Febrer Coll, la relació entre música i industrialització a Menorca. També ha dirigit l'estudi recent sobre la missa en to pascal del poble Sant Joan, com a exemple a Mallorca de les polifonies religioses de tradició oral comunes a tot el Mediterrani occidental.
Corbera fou coautor del DVD La Sibil·la i les Matines a Mallorca, dirigit per Jaume Aiats i Abeyà, i editat pel Departament de Cultura del Consell Insular de Mallorca el desembre de 2006; un treball que es va convertir en un dels principals documents aportats a la UNESCO per la candidatura del 'Cant de la Sibil·la' a Patrimoni Cultural Immaterial de la Humanitat l'any 2010. L'any 2013 va publicar "Les festes de Sant Joan de Ciutadella. Sota l'ombra del poder", un estudi inèdit sobre l'evolució de la identitat ciutadellenca a través de la seva festa gran.
A més de musicòleg i etnomusicòleg, Corbera també s'ha implicat amb associacions i activitats de defensa de la natura. En aquest sentit, ha estat president de la secció de Mallorca del Grup Balear d'Ornitologia i Defensa de la Naturalesa (GOB), i des d'aquesta entitat ha estat un dels promotors de la Iniciativa legislativa popular (ILP) per al benestar de les generacions presents i futures, i la defensa de la justicia intergeneracional.